# Syntrichia caninervis
A Syntrichia caninervis a szélsőségesen száraz körülményekhez alkalmazkodott tagja a Syntrichia nemzetségnek.

## Megjelenése
Külső megjelenésében a Syntrichia ruralishoz nagyon hasonlít ez a faj, de annál kisebb méretű, csak 1–2 cm magas. A levelek alakja és papillázottsága alapján különböztethető meg a többi Syntrichia fajtól. A levelek széle a csúcsig begöngyölt, az alakja ovális, azaz a levél közepe a legszélesebb és mind a felső része, mind a töve keskenyebb. A levelek csúcsa lekerekített, a levélér áttetsző, fogazott, hosszú szőrszál formájában fut ki. Jellegzetes tulajdonsága, hogy a levélér hátoldala is papillázott (sejtkinövésekkel borított). A papillák nagyméretűek (nagyobbak mint 2,5 mikrométer) és elágazók.

## Elterjedése
Magyarországon egyetlen helyen találták meg az 1980-as években, de azóta nem került elő újra, ezért az országos vörös listás besorolása: adathiányos (DD). De a faj megtalálható Európa mediterrán régióiban, Svájcban, Nyugat- és Közép-Ázsiában és Észak-Amerikában is.

## Termőhelye
Száraz, kitett, erősen meszes talajokon élő faj.

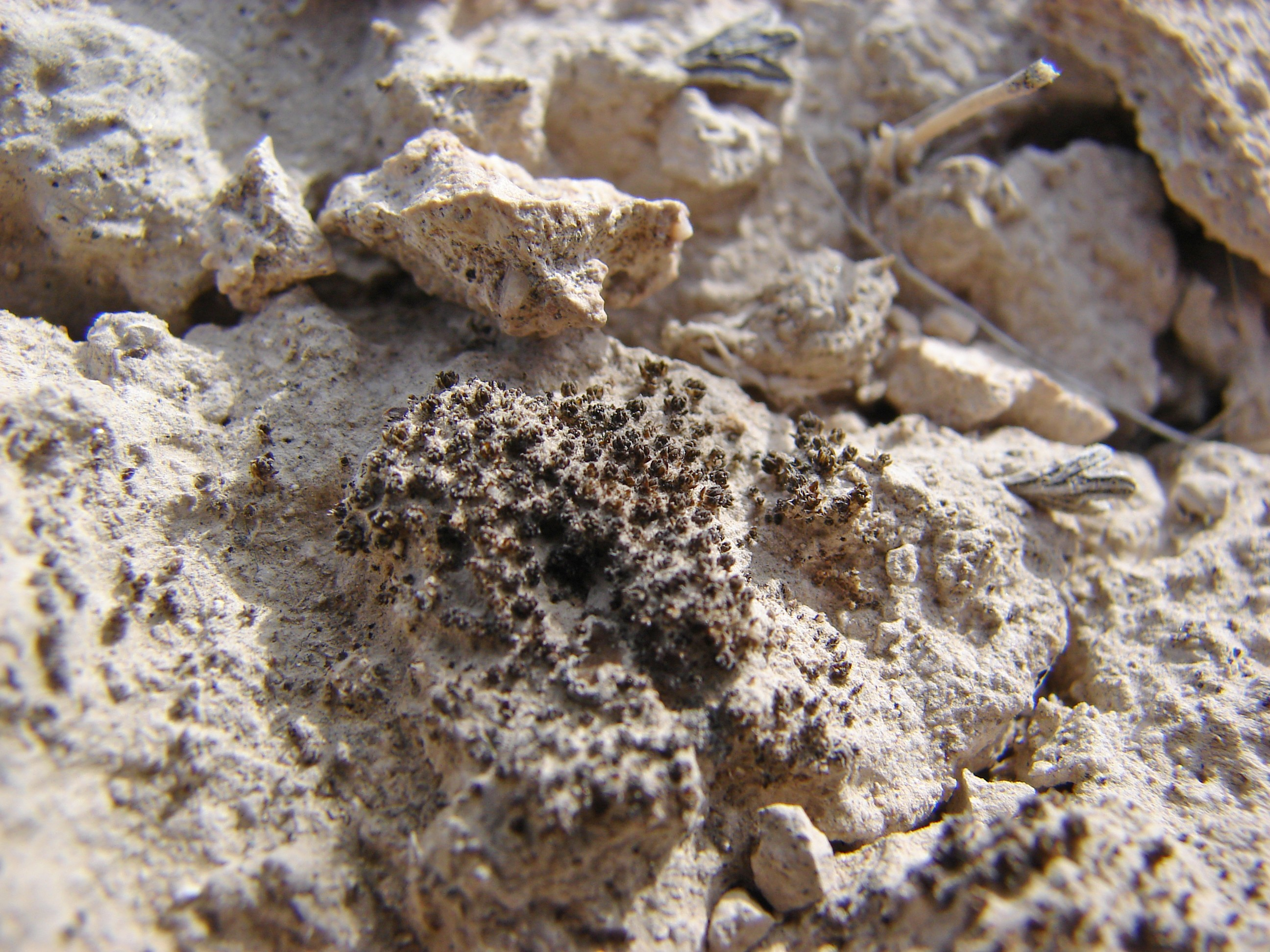
Szélsőségesen száraz helyeken él meszes talajon.